# Eyes That See in the Dark
Eyes That See in the Dark è un album del cantautore statunitense Kenny Rogers, pubblicato dall'etichetta discografica RCA nel 1983.
L'album, disponibile su long playing, musicassetta e compact disc, è prodotto dal trio Gibb-Galuten-Richardson, ed i primi due componenti del team hanno curato gli arrangiamenti.
Dal disco vengono tratti quattro singoli, l'ultimo dei quali nell'anno seguente.

## Tracce

### Lato A
1. This Woman - 3:58
2. You and I - 4:37
3. Buried Treasure - 4:12
4. Islands in the Stream - 4:10
5. Living with You - 3:10

### Lato B
1. Evening Star - 3:40
2. Hold Me - 4:15
3. Midsummer Nights - 3:50
4. I Will Always Love You - 4:22
5. Eyes That See in the Dark - 3:42